# 大童信太夫
大童 信太夫（おおわら しんだゆう、1832年12月20日（天保3年11月29日） - 1900年（明治33年）10月2日）は、幕末仙台藩の重臣で、定府の城使公議使及び出入司（勘定奉行）。維新後は福澤諭吉の斡旋で官吏に転じた。宮城県「仙台文庫」創設者の一人。変名は黒川剛、名は安賢（やすかた）。

## 経歴
第十三代伊達家・伊達慶邦に仕えた仙台藩の大番士で石高は280石。戊辰戦争では京都でも宮廷交渉を担った実力者である。
大童は幕末の仙台藩の藩政改革の主導者で、洋式教練を足軽に授けたり、中津藩の江戸藩邸に居を構えていた幕府翻訳方の福沢諭吉と親しく往来して外国の事情を学び、福澤が渡航する際には資金面で援助するなど非常に懇意となり、福沢も奥羽越列藩同盟のために『兵士懐中便覧』や『雷銃操法』などを仙台藩に蔵版してゆく。そのうちに藩士を横浜に派遣して英仏の学問を学ばせようと思い立ち、高橋是清と鈴木六之助（後の日銀出納局長）等を選出して藩士を学ばせていった。
額兵隊の星恂太郎らを通じて、アメリカの南北戦争の資料を集めて戊辰戦争に備え、仙台藩の主戦派の代表格となる。戦争が始まると、江戸にあって但木土佐を助けて幕府との交渉や戦備確保に努め、次いで青葉城の軍事局に、遠田郡休塚領主松本要人・登米郡西郡領主大内筑後・柴田郡村田領主片平大丞ら但木派の奉行を中心に、玉虫左太夫・星恂太郎・松倉恂や会津藩参謀の小野権之丞、永岡敬次郎、南摩八之丞、中沢帯刀らと共に詰め、戦略を練った。
敗戦後、官軍から奉行の和田織部・郡奉行若生文十郎の3名と共に戦争の首謀者と目されて責任を追及され、死罪も予定されたが、福沢諭吉の政府への奔走により助命され、明治3年10月17日に赦免。
維新後は松倉恂、熱海貞爾らと共に慶應義塾に出入りしながら内務省翻訳官から大蔵省、文部省、警視庁などに出仕。宮城郡の郡長などを歴任した。明治26年（1893年）3月に、旧仙台藩士の松倉恂・大槻文彦・岩淵廉・横澤浄・但木良次（但木土佐の甥）・作並清亮の7名で私立図書館「仙台文庫」を創立した。墓所は仙台市営葛岡霊園の願行寺墓地内にある。